# Heteroibalonius malkini
Heteroibalonius malkini is een hooiwagen uit de familie Podoctidae.